# Swissport
Swissport International AG mit Sitz in Opfikon nahe dem Flughafen Zürich ist die weltgrösste Servicegesellschaft für Fluggesellschaften und Flughäfen.
Swissport International Ltd. ist für rund 850 Kunden der Luftfahrtbranche tätig. Das Unternehmen erbringt im Bereich Bodenabfertigung Dienstleistungen für mehr als 265 Millionen Passagiere und wickelt mehr als 4,7 Millionen Tonnen Fracht pro Jahr ab. Mit rund 68.000 Mitarbeiterinnen und Mitarbeitern ist Swissport an rund 315 Standorten in 50 Ländern auf allen fünf Kontinenten tätig und erzielte 2017(?) einen konsolidierten Umsatz von 2,8 Mrd. Euro (2016).

## Geschichte
Das Unternehmen wurde 1996 unter dem anfänglichen Firmennamen Swissair Ground Services International AG als eigenständige Tochtergesellschaft der ehemaligen Swissair gegründet. In der Folge expandierte das Unternehmen sowohl durch organisches Wachstum wie auch durch verschiedene Zukäufe. Im Jahr 2000 war das Unternehmen an 130 Standorten in 25 Ländern tätig, unter anderem am Flughafen London-Heathrow, wo es das Ground Handling übernahm.
Im Rahmen der Swissair-Finanzkrise wurde Swissport zunächst von der britischen Private-Equity-Gesellschaft Candover übernommen und im August 2005 vom spanischen Bauunternehmen Ferrovial. In der Zwischenzeit wuchs das Unternehmen durch verschiedene Übernahmen zur führenden Servicegesellschaft für Fluggesellschaften und Flughäfen.
2009 verkaufte Swissport ihr Deutschlandgeschäft im Passagierbereich an die Aviation Handling Services. Somit war Swissport Germany bis zur Eröffnung der Station Köln im Mai 2022 (siehe unten) nur noch im Cargo-Bereich tätig. Am Flughafen München wurde im Jahre 2010 eine neue Station im Bereich Ramp Services eröffnet. Swissport kooperiert dort mit der Firma Losch.
Ende 2010 verkaufte Ferrovial Swissport für 654 Millionen Euro an die französische Beteiligungsgesellschaft PAI partners.
Im August 2013 kündet Swissport die Akquisition des Mitbewerbers Servisair an. Im Dezember 2013 wurde die Übernahme unter Auflagen von der Europäischen Kommission genehmigt.
Mitte 2015 verkaufte die französische Beteiligungsgesellschaft PAI partners Swissport für 2,73 Milliarden Schweizer Franken an die HNA Group mit Sitz im chinesischen Haikou. Die finanziell angeschlagene chinesische HNA Group verlor ihre Mehrheit im Rahmen eines "debt-for-equity-Swap", an sieben weitere Investoren, die dem Unternehmen rund 300 Millionen Euro zur Verfügung stellen.
Im März 2018 übernahm Swissport die Firma Aerocare, den Marktführer im Bereich Bodenabfertigung für Fluggesellschaften in Australien und Neuseeland.
Im Dezember 2020 wurde bekannt, dass Swissport von einer internationalen Investorengruppe übernommen wurde.
Ab 2021 wurde Christoph Müller als interimistischer CEO und David Siegel als interimistischer Verwaltungsratspräsident eingesetzt. Im Mai 2021 wurde Warwick Brady CEO und Christoph Müller wurde Verwaltungsratspräsident. Müller trat am 1. Juli 2022 zurück, David Siegel wird als Interimspräsident des Verwaltungsrats fungieren.
Im Mai 2022 eröffnete Swissport eine neue Station am Flughafen Köln Bonn. Hier übernahm Swissport die Abfertigung der Fluggesellschaft Eurowings. Im Juni 2024 wurde diese Station jedoch wieder geschlossen, da Eurowings den Abfertigungsvertrag kündigte.
Im August 2024 gewann die Swissport in einem internationalen Ausschreibungsverfahren eine Lizenz für die Erbringung von Bodenverkehrsdiensten am Flughafen Frankfurt Main, welche ab Februar 2025 für sieben Jahre gilt.

## Produkte
Das Unternehmen erbringt an rund 315 Flughäfen in 50 Ländern folgende Dienstleistungen:
- Ground Handling Services: Servicedienste an Flughäfen
- Cargo Services: Luftfracht
- Maintenance Services: Wartung von Flugzeugen
- Aviation Security: Flughafensicherheit
- Executive Aviation: Passagier-Services
- Fuelling Services: Flugzeug-Betankung mit Kerosin
- Travel Services